# Sadzawka Owcza

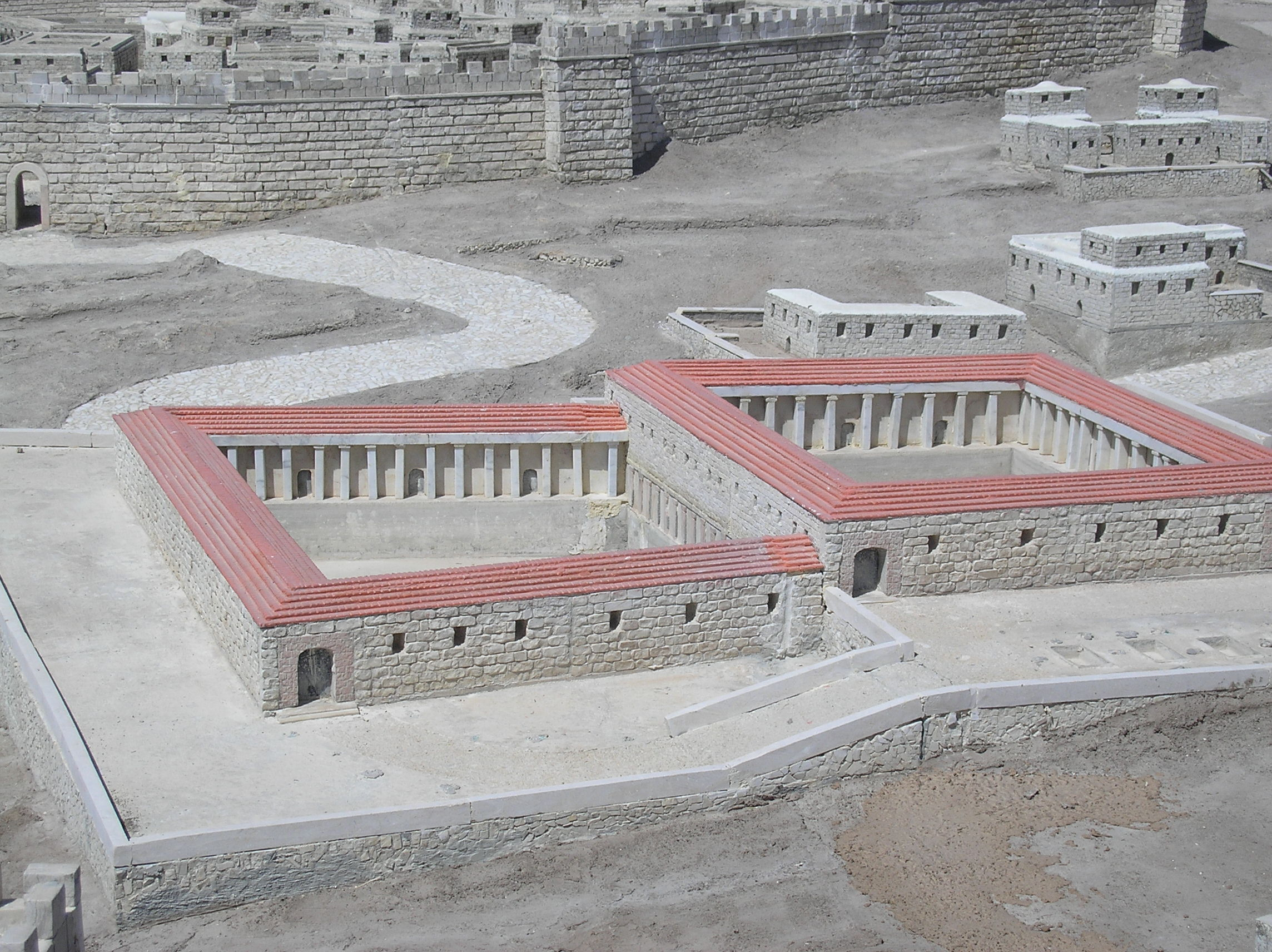
Model sadzawek w Jerozolimie za czasów Drugiej Świątyni, Muzeum Izraela.

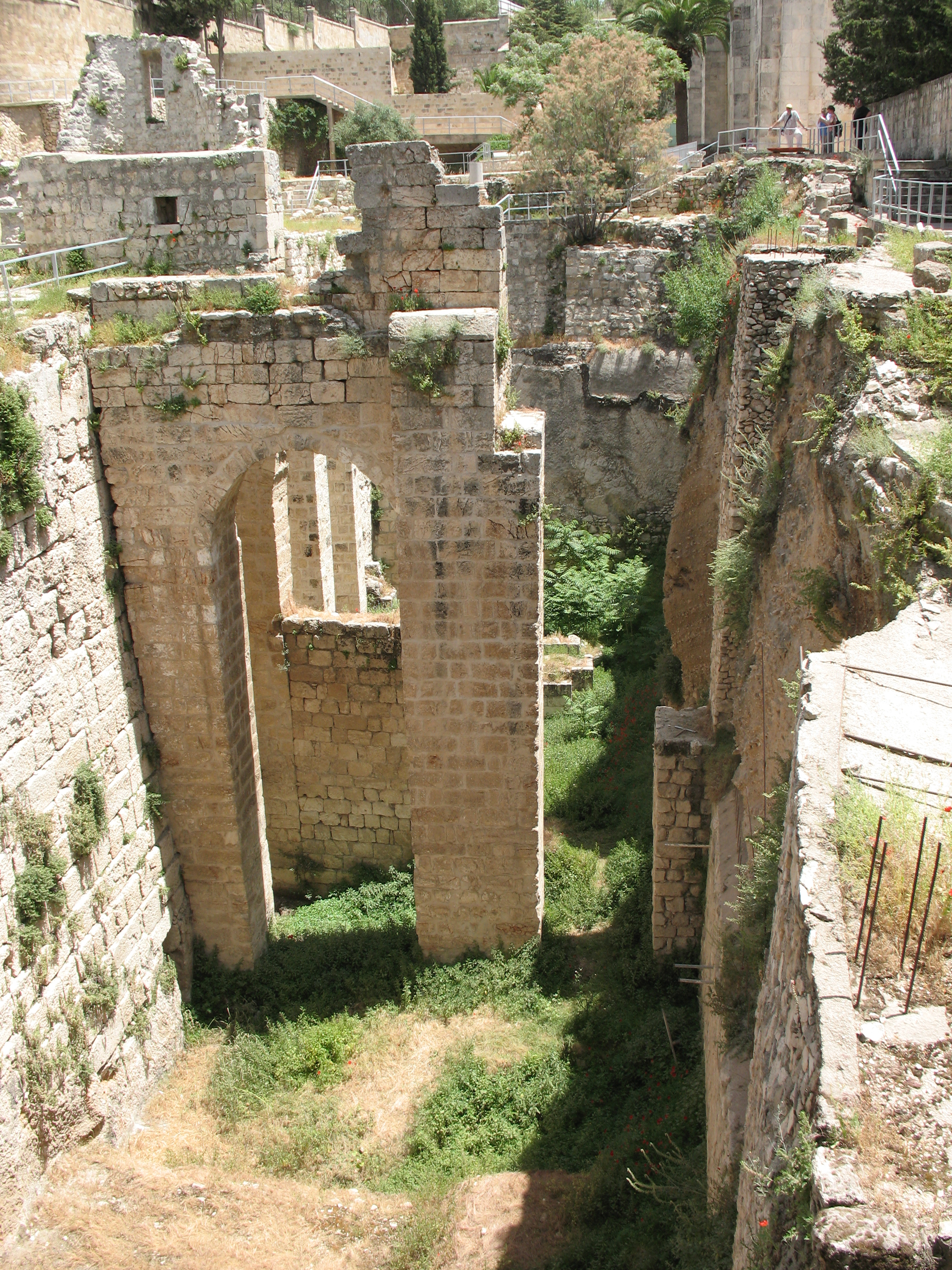
Ruiny Sadzawki Owczej

Sadzawka Owcza lub Betesda (hebr. ‏בית חסדא‎, beth hesda – „Dom miłosierdzia” lub „Dom łaski”) – sadzawka, czyli basen wodny w muzułmańskiej dzielnicy Jerozolimy, w dolinie Bet Zeta, obok Bazyliki św. Anny. 
Opisuje ją Ewangelia Jana jako otoczoną pięcioma przykrytymi dachem kolumnadami, czyli krużgankami, i położoną w pobliżu Bramy Lwiej (J 5,1-8). Była miejscem cudownych uzdrowień, w tym  uzdrowienia paralityka przez Chrystusa (J 5,2). Do XIX wieku nie wiedziano, gdzie się znajduje. Podejrzewano, że późniejszy redaktor Ewangelii Jana stworzył ją jako pojęcie literackie, metaforyczne.
Ostatecznie jednak odnaleziono ruiny, które pasują do opisu z Ewangelii. Do jej odkopania przyczynił się dyrektor Szkoły Biblijnej w Jerozolimie o. Roland de Vaux OP.